# 普里卢基农村居民点
普里卢基农村居民点（俄语：Прилукское сельское поселение）是俄罗斯联邦沃洛格达州沃洛格达区所属的一个农村居民点。其下辖有17个居民点，行政中心为多罗日内。据2015年统计，该农村居民点的人口为2289人。